# Pursuit Force: Extreme Justice
 (avril 2020).
Si vous disposez d'ouvrages ou d'articles de référence ou si vous connaissez des sites web de qualité traitant du thème abordé ici, merci de compléter l'article en donnant les références utiles à sa vérifiabilité et en les liant à la section « Notes et références ».
Pursuit Force: Extreme Justice est un jeu vidéo d'action développé par BigBIG Studios. Le jeu est sorti en France le 12 décembre 2007 sur PlayStation Portable. Une version prévue sur PlayStation 2 a été annulé. C'est le deuxième opus de la série des  Pursuit Force après Pursuit Force.
Une version remastérisée du jeu, ainsi que de sa version précédente, ont été lancées par Sony, en août et mai 2023, respectivement, sur la PlayStation 4 et PlayStation 5.

## Trame
L'histoire se déroule en 2007 à Capital City. Cela fait deux ans que la Pursuit Force a été mise en place et les malfaiteurs sont en prison. Mais la situation est en train de dégénérer. Une attaque importante se prépare et une unité d'élite, les Vipers, a été créée. Mais dans les recrues de Pursuit Force, il y a visiblement une taupe. Le commandant va devoir calmer la violence et découvrir qui est la taupe.

## Système de jeu
Il y a plusieurs types de gameplay :
- Véhicule : Comprend bateaux, voitures, hydroglisseurs, motos... Le joueur peut s'emparer des véhicules ennemis ou les détruire, les objectifs de ce genre de mission sont variés, défendre un véhicule, éliminer un nombre donné d'ennemis en un temps imparti (ou une distance)...

- Shoot : Dans cette phase le joueur doit protéger son véhicule et d'autres à l'aide d'armes lourdes, qui vont de la quadruple mitrailleuse à l'arrière d'un van, à une Gatling dans un hélico. Certaines missions font prendre le contrôle d'armes plus variées (quadruple DCA, démolisseur...).

- Sniper : Dans cette phase , le joueur possède un sniper et doit éliminer des ennemis ou défendre des alliés, il est soit au sol soit dans un hélico.

- À pied : Le joueur contrôle son personnage à la troisième personne et doit remplir des objectifs variés (élimination de boss, destruction de canons ou objectifs vitaux, éliminer des ennemis...). Il est parfois accompagné par des coéquipiers ou d'autres forces de police, Il peut prendre les armes ennemies en triomphant d'un combat au corps à corps (en appuyant simplement sur les touches à l'écran)...

Il existe une barre appelé "barre de justice" qui se remplit au fur et à mesure que vous tuez des ennemis ou endommagez leur véhicule, mais en perdez si vous causez du tort au civils, elle permet de vous régénérer et de réparer votre véhicule, quand elle est remplie, vos dégâts sont améliorés.
Le joueur peut également améliorer ses compétences en récoltant des points dans les niveaux.
Il existe un mode prime où le joueur joue les niveaux en choisissant un mode de difficulté : en fonction du score, il gagne des étoiles pour acheter des animations des personnages (gang, pursuit force, véhicule des boss), les cinématiques, des animations 3d, toutes les musiques...
Il existe aussi un mode "défi".